# Elliott B. Strauss
Pour les articles homonymes, voir Strauss.
Elliott Bowman Strauss est un contre-amiral de la marine des États-Unis né le 15 mars 1903 à Washington et mort dans cette même ville le 19 août 2003.
Il est le fils de l'amiral Joseph Strauss (en).
Il a servi pendant la Seconde Guerre mondiale (raid de Dieppe, débarquement de Normandie et bataille d'Okinawa notamment).
Il est inhumé au cimetière national d'Arlington.